# Fort de Lucey
Pour les articles homonymes, voir Lucey.
Le fort de Lucey, appelé brièvement fort Plessis-Praslin, est un des ouvrages de la place forte de Toul, à l’ouest de Nancy en France.

## Le fort Originel
Construit sur le plateau du même nom, il constitue l’extrémité nord-ouest du camp retranché. Son plan est inspiré de celui du fort de Villey-le-Sec.

### Dates de construction (1875-1878)
- Ordre d’étude de l’ouvrage : 28 avril 1875
- Approbation du projet par le ministre : 17 mars 1876
- Adjudication des travaux : 11 juin 1875
- Décret d’utilité publique et d’urgence : 4 décembre 1874
- Commencement des travaux : 3 juillet 1875
- Achèvement de l’ouvrage : 31 décembre 1878

### Coût estimatif de l’ouvrage
Le montant total est estimé à 1 788 760 francs, dont 57 260 F d’acquisitions et 1 731 500 F de travaux.

### Armement
L’armement total s’établit à 25 pièces d’artillerie. Le fort disposait dans ses magasins de 106 tonnes de poudre et de 500 000 cartouches.
- Pièces sous tourelle : 2 (tourelle Mougin notée F)
- Pièces sous casemate : néant
- Pièces de rempart : 11
- Mortiers : 4
- Pièces de flanquement : 8

### Casernement
Le fort pouvait accueillir 633 hommes. Une infirmerie de 36 hommes était présente. Il y avait deux fours à pain de 300 rations. L’approvisionnement en eau était assuré par trois citernes pour une contenance totale de 600 m3 et une source de 8 m3.
- Officiers : 19
- Sous-officiers : 42
- Soldats : 572

## La modernisation

### Programme 1900
- Restructuration complète du fort : 1904-1907.
- Armement : 2 tourelles de 75, 8 observatoires et 1 batterie cuirassée extérieure de 2 tourelles de 155 R qui communique avec le fort par galerie souterraine.

### Garnison et armement en1914
- 1 compagnie d’infanterie (168e régiment d’infanterie), l’ouvrage disposait de 316 places protégées dans les casemates, 246 places semi-protégées.
- 152 artilleurs (6e régiment d’artillerie), outre l’armement sous tourelle, 4 canons revolvers et 4 canons de 12 culasse pour la défense des coffres, 2 mortiers de 22 et 4 mortiers de 15.

## État actuel
À l’abandon et en friche, cuirassements absents.